# Románi

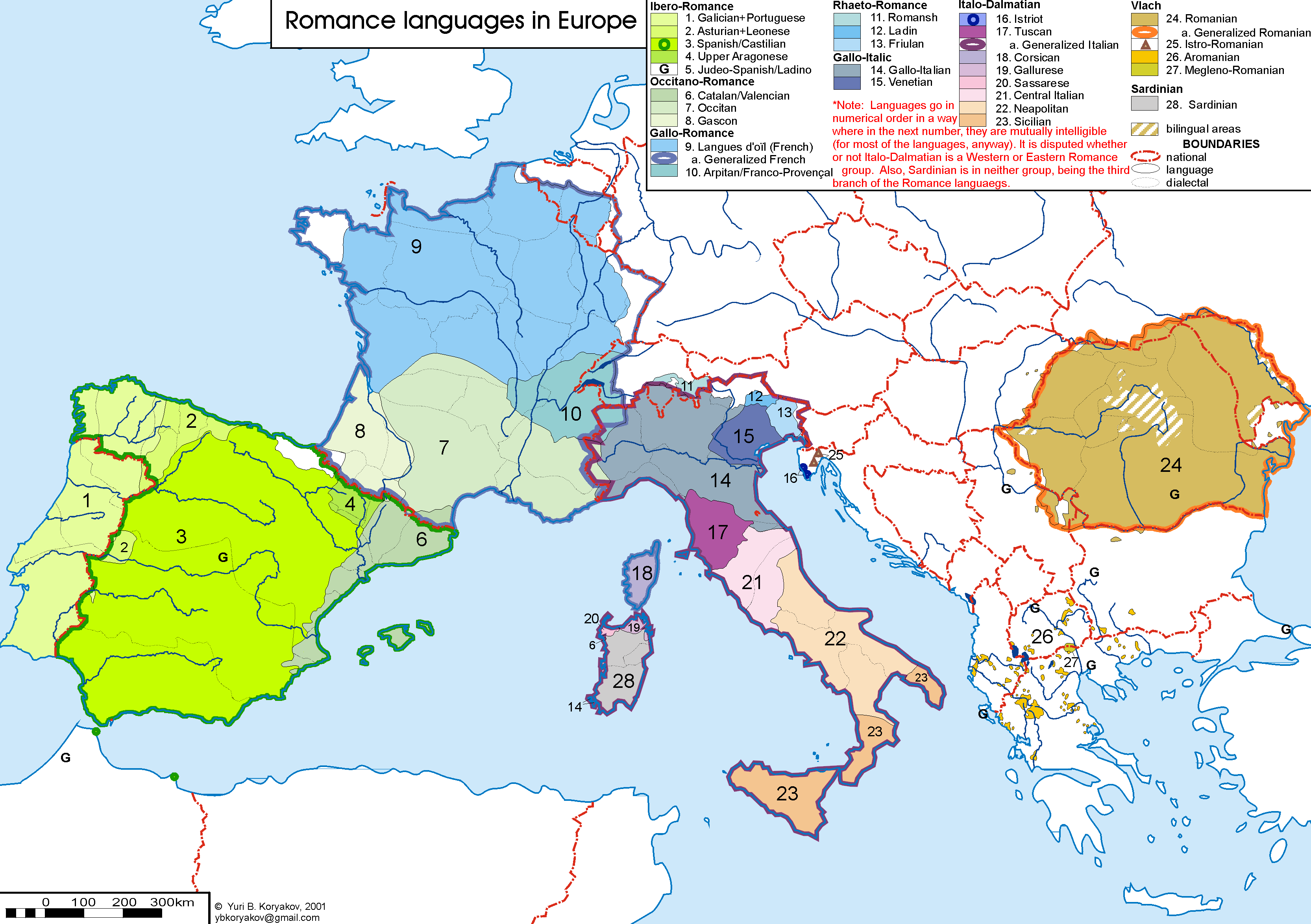
Románské jazyky v Evropě ve 20. století

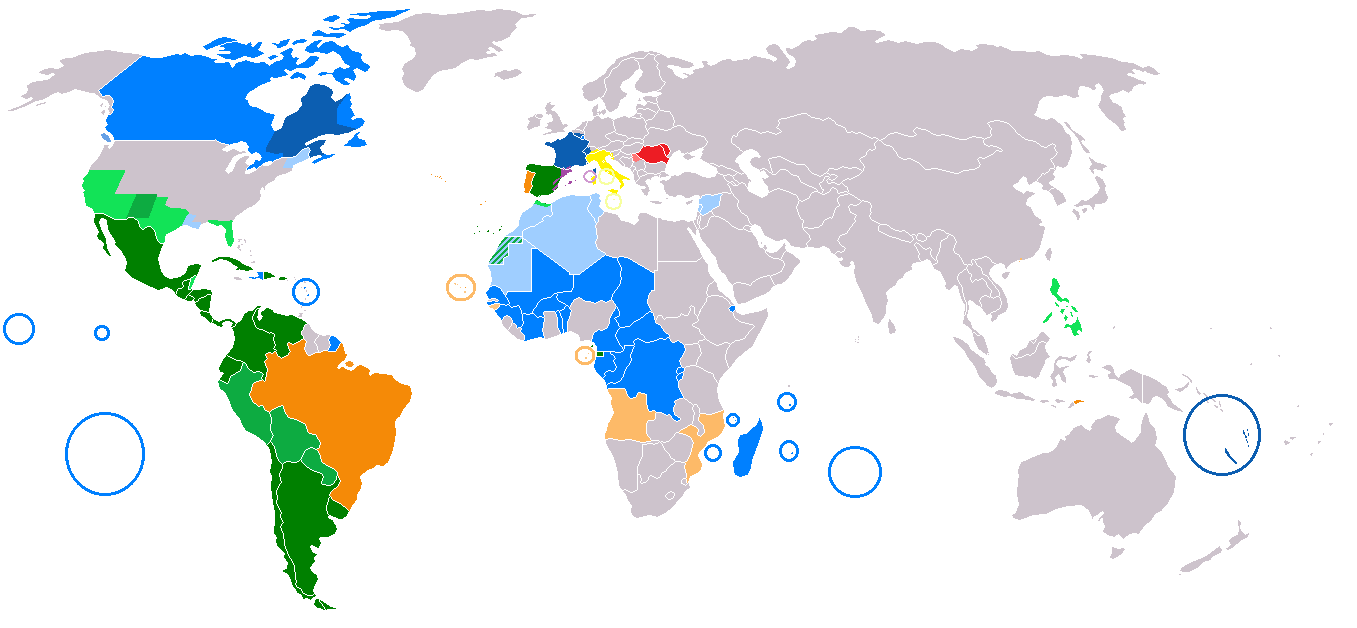
Mapa míst, kde se ve větší míře užívají románské jazyky: španělština, francouzština, portugalština, italština, rumunština

Románi je označení skupiny národů mluvících románskymi jazyky. Jsou mezi ně počítáni: Španělé (včetně Katalánců a Galicijců), Italové, Francouzi, Portugalci, Rumuni (také Moldavané) a Valoni.

## Románské jazyky
Románské jazyky se vyvinuly z latiny a vznikly tedy na území, které ovládala Římská říše. Náleží do skupiny indoevropských jazyků. Románskými jazyky mluví asi 800 miliónů lidí po celém světě. Španělština a portugalština se prostřednictvím kolonizace rozšířily do severní, střední a jižní Ameriky, francouzština do některých území Afriky, Karibiku, jihovýchodní Asie a Tichého oceánu.

## Latinská Amerika
Jižní Ameriku a její kulturu, jazyk, náboženské vyznání i genetické složení hluboce ovlivnily románský vliv. V 19. století se tak jižní Americe začalo říkat latinská. Většina obyvatel jižní Ameriky má románské předky, hlavně španělské a portugalské, ale částečně i italské.